# St. Petrus und Paulus (Würnsdorf)

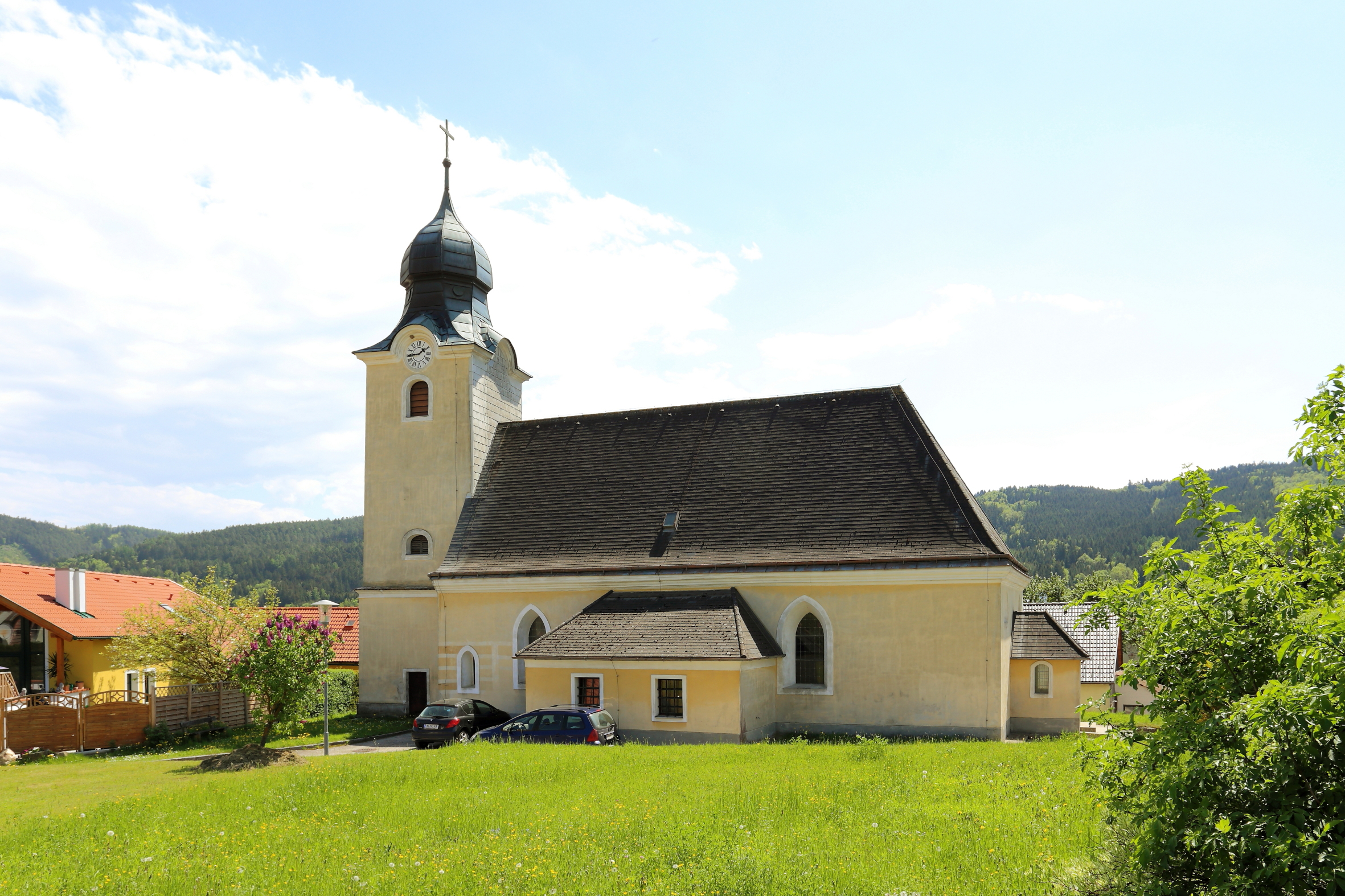
Filialkirche St. Petrus und Paulus

Die römisch-katholische Filialkirche St. Petrus und Paulus in der niederösterreichischen Ortschaft Würnsdorf ist ein kleiner, barockisierter Bau der Frühgotik mit biedermeierlichem Ostturm. Sie wurde urkundlich erstmals 1544 erwähnt. Die denkmalgeschützte Kirche (Listeneintrag) gehört zur Pfarre Pöggstall und damit zum Dekanat Maria Taferl.

## Beschreibung
Langhaus und Chor erheben sich als einheitlicher Baublock über einem rechteckigen Grundriss und sind von einem hohen, abgewalmten Dach mit profiliertem Traufgesims gedeckt. Der westliche Portalvorbau stammt aus dem 19. Jahrhundert. Der dreigeschoßige Ostturm mit profiliertem Gesims, Rundbogenfenstern und einem Zwiebelhelm über bekrönendem Uhrengiebel wurde im 19. Jahrhundert errichtet und ist aus der Achse leicht nach Norden verschoben.
Der Innenraum ist ungegliedert und flach gedeckt. Im Westen ruht auf zwei Pfeilern eine hölzerne Empore aus der Zeit um 1720. Das Erdgeschoß des Turms verfügt über ein Tonnengewölbe über Gurtbögen.
Ein Großteil der früheren Einrichtung, darunter der Hochaltar, das Chorgestühl und die Kanzel, befindet sich seit 1970 im Heimatmuseum von Pöggstall. Zu den noch vorhandenen Einrichtungsgegenständen zählt unter anderem eine Orgel, die vermutlich um 1900 gebaut wurde. An der Ostwand befindet sich  ein Kruzifix aus dem ersten Viertel des 18. Jahrhunderts. Eine mit „Kaindl“ bezeichnete Madonna stammt aus der Zeit um 1970. Auf Konsolen stehen Statuen der Hll. Petrus und Paulus aus der ersten Hälfte des 19. Jahrhunderts. Zur weiteren Ausstattung zählen die Altarbilder (Hll. Leonhard und Florian) der ehemaligen Seitenaltäre aus dem ersten Viertel des 18. Jahrhunderts sowie Kreuzwegbilder, die 1906 geweiht wurden.